# Marcus Claudius Marcellus (Julisk-Claudiske dynasti)
Marcus Claudius Marcellus (42-23 f.Kr.) var den ældste søn af Gaius Claudius Marcellus og Octavia den Yngre, søster til Augustus (dengang kendt som Octavian). Han var Augustus' nevø og nærmeste mandlige slægtning og fik en accelereret politisk karriere som følge. Han blev uddannet sammen med sin fætter Tiberius og rejste med ham til Hispania, hvor de tjente under Augustus i de kantabriske krige. I 25 f.Kr. vendte han tilbage til Rom, hvor han blev gift med sin kusine Julia, som var kejserens datter. Marcellus og Augustus' general Marcus Vipsanius Agrippa var de to mest populære valg som arving til imperiet. Ifølge Sveton skabte dette en strid mellem Agrippa og Marcellus og blev årsagen til, at Agrippa forlod Rom til fordel for Mytilene i 23 f.Kr.
Det år spredtes en sygdom i Rom, som ramte både Augustus og Marcellus. Augustus blev ramt af den tidligt på året, mens Marcellus blev ramt senere, efter at kejseren allerede var kommet sig. Sygdommen viste sig at være dødelig og tog livet af Marcellus i Baiae i Campania, Italien. Han blev det første medlem af den kejserlige familie, hvis aske blev placeret i Augustus' mausoleum. På trods af hans død i en ung alder, førte Marcellus' position til hans fejring af Properts, såvel som af Vergil i Æneiden.

## Baggrund
Marcellus blev født ind i Claudia-slægten i 42 f.Kr., søn af Gaius Claudius Marcellus og Octavia den Yngre. Han havde to helsøstre ved navn Claudia Marcella den Ældre og Claudia Marcella den Yngre samt to yngre moderhalvsøstre ved navn Antonia den Ældre og Antonia den Yngre.
Hans mor var grandniece til Julius Cæsar og søster til Octavian. Octavian ville år senere blive Roms første kejser og antage navnet "Augustus". Hans far var konsul i 50 f.Kr. og på trods af sin oprindelige loyalitet over for Pompejus, stod han på Cæsars side under Cæsars borgerkrig i 49 f.Kr. Efter faderens død i 40 f.Kr. blev hans mor gift med Marcus Antonius, da Antonius og hendes bror var mest magtfulde mænd i den romerske verden.
Sextus Properts og Virgil forbinder Marcellus med hans berømte forfader Marcus Claudius Marcellus, en berømt general, der kæmpede under Den anden puniske krig.

## Tidlige liv
Han blev forlovet med Pompeia, datter af Sextus Pompejus, i 39 f.Kr. i forbindelse med freden i Misenum, hvor Octavian og Sextus Pompejus indgik en våbenhvile. Marcellus blev aldrig gift med Pompeia, og hun flygtede sammen med sin mor og far til Anatolien i 36 f.Kr.
Ikke meget er kendt om hans uddannelse bortset fra, at han blev undervist i filosofi af stoikeren Nestor sammen med sin fætter Tiberius, der var flyttet ind i Octavias hus efter hans far Tiberius Claudius Neros død i 33 f.Kr. Han kan også have modtaget en vis uddannelse af Athenaeus Mechanicus, som var en peripatetisk filosof.

## Karriere
Marcellus og Tiberius enten ledsagede eller fulgte med Augustus til Hispania under hans felttog mod kantabrierne og asturierne under De kantabriske krige. Under det andet felttog i 25 f.Kr. var Marcellus og Tiberius militærtribuner. Efter det andet felttog fritog Augustus nogle af sine soldater deres tjeneste og tillod dem at grundlægge byen Emerita Augusta i Lusitania (i dag Mérida, Spanien). Felttogene var et middel til at introducere Marcellus og Tiberius til militærlivet og, endnu vigtigere, til soldaterne.
Han og Tiberius vendte derefter tilbage til Rom, sandsynligvis i foråret 25 f.Kr. Hans politiske karriere fik store skub af Augustus, og han blev anset for at være Augustus' foretrukne efterfølger af mange samtidige. Han blev gift med sin kusine Julia den Ældre, som var Augustus' eneste datter. Året efter (24 f.Kr.) blev han tildelt ekstraordinære privilegier af Senatet

### Augustus' arving
Augustus blev alvorligt syg i 23 f.Kr. og forventedes ikke at blive rask. Arveretten til kejsertronen mente man at skulle tilgå den nærmeste mandlige slægtning, selvom Marcellus ikke havde haft noget embede og manglede militær erfaring. Hans ægteskab med Augustus' datter syntes at være en stærk indikator, men Augustus synes at have planlagt sin arvefølge, så det stærkeste og mest erfarne medlem af hans familie ville skulle arve. Han gav sin signetring til sin livslange ven og general Marcus Vipsanius Agrippa, et tegn på, at Agrippa skulle efterfølge ham, hvis han skulle dø. Dette gjorde sandsynligvis Marcellus vred, da han forventede at blive hans arving, dog kunne Augustus have tænkt sig, at Agrippa skulle lede imperiet, indtil Marcellus blev mere erfaren i at lede hærene.
Konsekvenserne ved at give ringen til Agrippa er noget uklare, og det satte i gang i politiske spekulationer i Rom. Det var en indikation på, at Rom ville forblive under en kejsers kontrol selv efter Augustus' død. Uanset hvad, blev kejseren hurtigt rask og begyndte at forberede Marcellus til at blive kejser. Agrippa forlod Rom for at tage sig af de østlige provinser, da det politiske klima i Rom blev for hedt. Agrippas fravær i Rom hjalp også til at beskytte ham mod personlige angreb og mindske modstanden fra republikansk-sindede senatorer. Sveton beretter, at Agrippa forlod Rom på grund af Augustus' begunstigelse af Marcellus.
På samme tid som det politiske drama i Rom var på sit højeste, blev Marcellus ramt af feber. Man forsøgte at behandle ham på samme måde, som man havde behandlet Augustus med kolde bade, men det hjalp ikke. Marcellus døde.

## Efter døden
Han blev kremeret, og hans aske var den første, der blev begravet i Augustus' Mausoleum på Campus Martius ved Tiberens bred. Mausoleet blev en familiegrav for Roms første monarkiske slægt i fem århundreder. Livia var under mistanke for at have haft en finger med i hans død, på trods af at pesten rasede i Rom, hvorved mange menneskeliv gik tabt. Dio fortæller, at hans samtidige bebrejdede hende, fordi Marcellus var begunstiget over hendes søn Tiberius. 
Det nye teater, der var under opførelse ved foden af Kapitol-bakken, blev af Augustus navngivet Marcellus' Teater i hans ære. Teatret er stadig i dag et imponerende bygningsværk efter århundreders genbrug.
Hans mor Octavia havde et bibliotek dedikeret til ham i Octavias portikus, som senere ville blive organiseret af Gaius Maecenas Melissus, en slave, der tidligere havde været ejet af Mæcenas.
Sextus Properts skrev en epikedion til Marcellus (3.18), hvori han kritiserer Baiae, stedet for hans død, og ophøjer Marcellus til samme niveau som Julius Cæsar og hans berømte (påståede) forfader Marcus Claudius Marcellus, der kæmpede i Den anden puniske krig. 
Virgil udgav Æneiden, hans store epos om grundlæggelsen af Rom, fire eller fem år efter Marcellus' død. I bog seks bliver hovedpersonen Æneas taget til underverdenen i en af profetiscenerne, hvor han møder Marcellus' ånd. Det inkluderer en fortælling om Marcellus' begravelse på Campus Martius. Virgil skriver, at han skulle have været den største af romerne, men selv guderne var jaloux og tog Marcellus fra det romerske folk.

## Skildringer
På grund af hans tætte forhold til ledende medlemmer af den romerske magtelite er han afbildet i mange kunstværker. De mest bemærkelsesværdige inkluderer:
- Virgil oplæser Æneiden for Augustus og Octavia (1787), et maleri af Jean-Joseph Taillasson.[note 2][26]
- Virgil oplæser Æneiden for Augustus, Livia og Octavia (1812), et maleri af Jean-Auguste-Dominique Ingres
- Jeg, Claudius (1934), en historisk roman af Robert Graves.[21]
- Jeg, Claudius (1976), en tv-serie af Jack Pulman. Han spilles af Christopher Guard.[27]
- Domina (2021), skabt og skrevet af Simon Burke for Sky Atlantic. Han spilles af Finn Bennett.

### Primære kilder
- Cassius Dio, Roman History Book 53, English translation
- Suetonius, Lives of the Twelve Caesars, Life of Augustus, Latin text with English translation
- Suetonius, Lives of the Twelve Caesars, Life of Tiberius, Latin text with English translation
- Tacitus, Annals, I, English translation

### Sekundære kilder
- Alston, Richard (2015), Rome's Revolution: Death of the Republic and Birth of the Empire, Oxford University Press, ISBN 9780190231606
- Cairns, Francis (2006), Sextus Propertius: The Augustan Elegist, Cambridge University Press, ISBN 9780521864572
- Dunstan, William E. (2010), Ancient Rome, Rowman & Littlefield Publishers, ISBN 9780742568341
- Gurval, Robert Alan (1998), Actium and Augustus: The Politics and Emotions of Civil War, University of Michigan Press, ISBN 9780472084890
- Levick, Barbara (2003), Tiberius the Politician, Routledge, ISBN 9781134603787
- Newcomb, Horace (1997), Encyclopedia of Television, Routledge, ISBN 978-0-203-93734-1
- Richardson, J. S. (2012), Augustan Rome 44 BC to AD 14: The Restoration of the Republic and the Establishment of the Empire, Edinburgh University Press, ISBN 9780748655335
- Southern, Patricia (2013), Augustus, Routledge, ISBN 9781134589562
- Swan, Michael Peter (2004), The Augustan Succession: An Historical Commentary on Cassius Dio's Roman History, Oxford University Press, ISBN 0-19-516774-0
- Syme, Ronald (1989), The Augustan Aristocracy, Clarendon Press, ISBN 9780198147312
- Wood, Susan E. (2000), Imperial Women: A Study in Public Images, 40 B.c. - A.d. 68, BRILL, ISBN 9789004119697
- Woolf, Greg (2003), The Cambridge Illustrated History of the Roman World, Cambridge University Press, ISBN 9780521827751